# فرایند برگشت‌پذیر
فرایند برگشت‌پذیر(به انگلیسی: Reversible process) فرآیندی است که بدون بر جای گذاشتن هیچ اثری روی اطراف می‌تواند معکوس شود. یعنی سیستم و اطراف، هردو، در انتهای فرایند برگشت‌پذیر به حالت‌های اولیه خود بر می‌گردند.
همچنین می‌توان گفت فرایند برگشت‌پذیر بر خلاف فرایند برگشت‌ناپذیر می‌باشد.

## خصوصیات فرایند برگشت‌پذیر
در این نوع فرایند آنتروپی ثابت می‌ماند و تغییر انرژی آزاد گیبس دقیقاً برابر با تغییر آنتالپی است زیرا انرژی آزاد گیبس از فرمول زیر تبعیت می‌کند:
{\displaystyle \Delta G=\Delta H-T\Delta S\,}
که در آن
T دما
G انرژی آزاد گیبس
H آنتالپی
و S آنتروپی است
و چون تغییرات آنتروپی برابر صفر است معادله به صورت زیر در می‌آید:
{\displaystyle \Delta G=\Delta H\,}